# Magda Cârneci
Magda Carneci (Gârleni, comtat de Bacău, Romania, 28 desembre de 1955) és una escriptora, historiadora de l'art, assagista i professora universitària.
Estudià història de l'art i teoria de l'art a l'Acadèmia de Belles Arts de Bucarest. Es doctorà en Història de l'Art a l'École des Hautes Etudes en Ciències Socials de París, al 1997. Va rebre diverses beques internacionals en literatura i història de l'art (Fulbrigt, Soros, Getty, Comunitat Europea).
Membre de la coneguda «generació dels anys 80» de la literatura romanesa, de la qual va ser una de les teòriques. Després de la Revolució de desembre de 1989 es va implicar activament en l'escena política i cultural romanesa dels anys noranta. Als anys 2000, després de treballar com a professora visitant a l'Institut Nacional de Llengües i Civilitzacions Orientals (INALCO) de París, va ser la directora de l'Institut Cultural Romanès de París (2007 - 2010). En l'actualitat, és professora visitant de la Universitat Nacional d'Arts de Bucarest, redactora en cap de la revista d'arts visuals ARTA i presidenta del PEN Club Romania. També és membre del Parlament Cultural Europeu.
Va començar la seva carrera literària a la revista România literară, amb el nom de ploma Magdalena Ghica, que va fer servir fins al 1989. Va publicar molts llibres de poesia, crítica d'art i assaigs en romanès i en altres idiomes, i els seus poemes n'han estat traduïts a molts d'ells. Ha publicat poemes en revistes internacionals de poesia com: Visions International (Estats Units); Orte (Suïssa); Quadrant (Austràlia); Exquisite Corpse (Estats Units); Action Poétique (França); Cumhuriyet Kitap Sayi (Turquia), Ossiris (Massachusetts), The Southern Californian Anthology, etc.

## Obra
Literatura: 
- Hypermateria (Bucarest, 1980): poesia
- A Deafening Silence (Bucarest, 1985): poesia
- Chaosmos (Bucarest, 1992): poesia
- Psaume (en francès, Marsella, 1997): poesia
- Poeme / Poems (en anglès i romanès, Bucarest, 1999): poesia
- Political Poems (Bucarest, 2000): poesia
- FEM, traduïda al francès i a l'anglès (París. 2018): novel·la.[4]

Crítica d'art:
- Art of the 1980s. Texts on postmodernism (Bucarest, 1996),
- Art of the 1980s in Eastern Europe. Texts on Postmodernism (en anglès, Bucarest, 1999)
- Visual Arts in Romania 1945-1989 (Bucarest, 2000).
- Perspectives roumaines. Du postmodernisme à l'intégration européenne (París, 2004).[5]